# Nieuwe Buitensociëteit Zwolle
De Nieuwe Buitensociëteit Zwolle, ook wel de Buitensoos genoemd, is een evenementencentrum in Zwolle, gelegen tegenover het station. 
De Nieuwe Buitensociëteit heeft 31 zalen, en richt zich vooral op congressen, evenementen, trainingen en vergaderingen.
De VVD hield er partijcongres in 1990, in 1994 vierde de PvdA er haar eeuwfeest (de SDAP was in 1894 in Zwolle opgericht), in 2002 kreeg Thom de Graaf er het vertrouwen van het D66-verkiezingscongres, in 2003 gingen de lijsttrekkers van de drie christelijke partijen CDA, ChristenUnie en SGP er in debat, in 2006 hield GroenLinks er partijcongres, in 2007, 2008, 2019 en 2022 de ChristenUnie.